# Hardangervidda

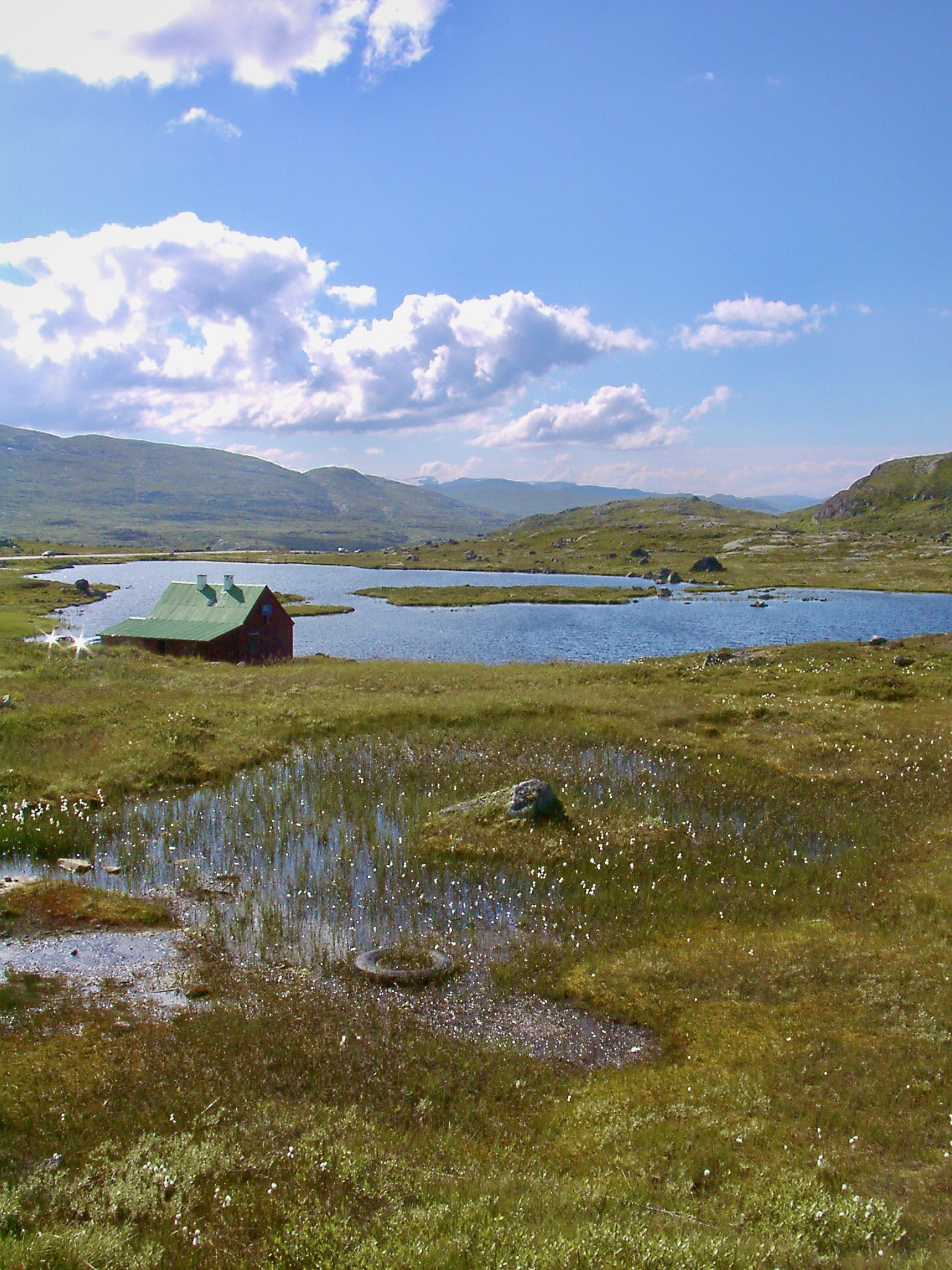
Hardangervidda in de zomer

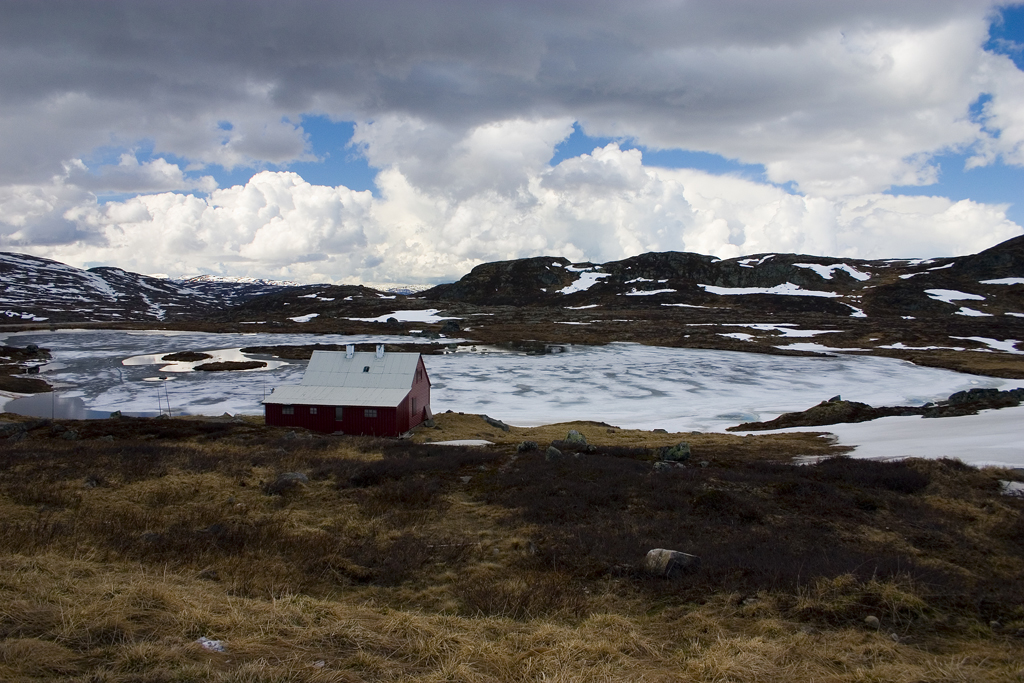
Hardangervidda in het vroege voorjaar

Nationaal park Hardangervidda (Noors: Hardangervidda nasjonalpark) in Noorwegen is de grootste hoogvlakte van Europa.
Het is een natuurgebied dat ongeveer 8000 km² groot is en zich uitstrekt over delen van de provincies Vestland, Telemark en Buskerud. Aan haar grenzen liggen in het zuiden het dorpje Haukeliseter en Røldal in de gemeente Odda en in het noorden Finse aan de spoorlijn Bergensbanen.
In het noorden liggen de plaatsen Eidfjord en Geilo. Aan de zuidoostkant van Hardangervidda ligt Tinn en Rjukan. Ten westen ligt Odda.
Het centrale gedeelte ligt op een hoogte van 1200–1400 meter. Aan de randen liggen bergtoppen die aan de noordkant oplopen tot bijna 1900 meter: de Hardangerjøkulen. Een deel van het gebied, 3422 km², vormt sinds 1981 het nationaal park Hardangervidda. Daarmee is het het grootste nationaal park van Noorwegen.
De hoogvlakte is het restant van een berggebied dat in de ijstijden door gletsjers is afgesleten. Aan die gletsjers dankt het gebied zijn huidige vorm met grote open vlaktes, rustieke meren en aan de rand hoge toppen. De hoogvlakte is (vrijwel) boomloos, en het hele jaar door kunnen in de hogere gebieden sneeuwresten liggen. Behalve in de zomer ligt de hoogvlakte altijd bedekt onder een dik pak sneeuw.
De Hardangerjøkulen is met een oppervlakte van 73 km² de grootste gletsjer in het gebied. Deze gletsjer ontstond circa 2000-3000 jaar geleden, het is geen restant van de gletsjers die het gebied vormden.
In het westelijke deel van de Hardangervidda valt de meeste neerslag. Dat deel kent dan ook een grote plantenrijkdom. Het oostelijke deel is relatief droog. Op de Hardangervidda leeft de grootste groep wilde rendieren van Noorwegen, naar schatting 10.000 dieren.
De berg Hårteigen domineert de westzijde van Hardangervidda. Met de kabelbaan Krossobanen bij Rjukan is het mogelijk naar de top van de Gvepseborg te gaan.
Op de Hardangervidda zijn vele meren zoals Møsvatnet, Mårvatnet, Gøystavatnet en de Kalhovdfjord.
Er zijn twee bezoekerscentra voor de Hardangervidda, het Hardangervidda Natursenter met een vestiging in Eidfjord en een bij het meer Møsvatnet dicht bij Rjukan (gemeente Tinn). Op de Hardangervidda zijn ook diverse toeristenhutten (turisthytte) van de Den Norske Turistforening zoals onder andere Sandhaug, Litlos, Haukeliseter, Mårbu en Kalhovd. De nationale toeristenweg Hardangervidda loopt langs het gebied.